# 14e étape du Tour de France 2008
Pour un article plus général, voir Tour de France 2008.
La 14e étape du Tour de France 2008 s'est déroulée le 19 juillet. Le parcours de 194,5 km reliait Nîmes à Digne-les-Bains.

## Profil de l'étape
Cette 14e étape, longue de 194,5 kilomètres, est la dernière étape dite de plaine avant les étapes alpestres. Le début de parcours après le départ de Nîmes, dans le Gard, est plat. Le premier sprint intermédiaire est situé au 37e km, à Saint-Rémy-de-Provence, dans les Bouches-du-Rhône. Une fois dans le Vaucluse, l'étape prend progressivement de l'altitude en passant par Apt entre les Monts de Vaucluse et le Luberon. Les deux difficultés référencées se situent dans les Alpes-de-Haute-Provence. La côte de Mane (129e km) est suivie du sprint d'Oraison. Le col de l'Orme se trouve à 732 mètres, à moins de 10 kilomètres de l'arrivée, à Digne-les-Bains.

## La course
Un groupe de 21 coureurs se détache après 5 km de course et compte jusqu'à un peu plus d'une minute d'avance. Le peloton, emmené par les équipes Silence-Lotto et Cofidis, revient peu à peu lorsque quatre coureurs s'extraient du groupe d'échappés après Saint-Rémy-de-Provence. José Iván Gutiérrez (Caisse d'Épargne), William Bonnet (Crédit agricole), Bram Tankink (Rabobank) et Sandy Casar (La Française des jeux) parviennent à se maintenir en tête et ont une avance maximale de 6 minutes et 50 secondes au km 85. Gutierrez part seul à 28 km de l'arrivée mais est rejoint par le peloton à 10 km de Digne-les-Bains. Sylvain Chavanel tente sa chance dans la descente, à 6 kilomètres, et est lui aussi repris avant la flamme rouge
La victoire d'étape se joue sur un sprint massif du peloton. Le quadruple vainqueur d'étape Mark Cavendish, lâché dans le col de l'Orme, est absent. Óscar Freire s'impose et conforte sa position au classement par points,.
La tête du classement général ne subit pas de modifications et les porteurs de maillots distinctifs restent les mêmes. Nicolas Jalabert a abandonné en cours d'étape. D'après son frère Laurent Jalabert, il aurait la veille reçu au visage une bouteille d'urine jetée par un spectateur et a été malade durant la nuit.

## Sprints intermédiaires
| Premier   | Stijn Devolder     | 6 pts. |
| Deuxième  | William Frischkorn | 4 pts. |
| Troisième | Bernhard Eisel     | 2 pts. |

| Premier   | José Iván Gutiérrez | 6 pts. |
| Deuxième  | William Bonnet      | 4 pts. |
| Troisième | Bram Tankink        | 2 pts. |

## Côtes
| Premier   | José Iván Gutiérrez | 3 pts. |
| Deuxième  | Bram Tankink        | 2 pts. |
| Troisième | Sandy Casar         | 1 pts. |

| Premier   | Roman Kreuziger | 3 pts. |
| Deuxième  | Bernhard Kohl   | 2 pts. |
| Troisième | Andy Schleck    | 1 pts. |

## Classement de l'étape
| Classement de la 14e étape | Classement de la 14e étape | Classement de la 14e étape | Classement de la 14e étape | Classement de la 14e étape |
|                            | Coureur                    | Pays                       | Équipe                     | Temps                      |
| -------------------------- | -------------------------- | -------------------------- | -------------------------- | -------------------------- |
| 1er                        | Óscar Freire               | ESP                        | Rabobank                   | en 4 h 13 min 08 s         |
| 2e                         | Leonardo Duque             | COL                        | Cofidis                    | m.t.                       |
| 3e                         | Erik Zabel                 | GER                        | Team Milram                | m.t.                       |
| 4e                         | Julian Dean                | NZL                        | Garmin Chipotle            | m.t.                       |
| 5e                         | Steven de Jongh            | NED                        | Quick Step                 | m.t.                       |
| 6e                         | Alessandro Ballan          | ITA                        | Lampre                     | m.t.                       |
| 7e                         | Rubén Pérez                | ESP                        | Euskaltel-Euskadi          | m.t.                       |
| 8e                         | Jérôme Pineau              | FRA                        | Bouygues Telecom           | m.t.                       |
| 9e                         | Matteo Tosatto             | ITA                        | Quick Step                 | m.t.                       |
| 10e                        | Thor Hushovd               | NOR                        | Crédit agricole            | m.t.                       |
| modifier                   |                            |                            |                            |                            |

## Classement général
| Classement général | Classement général    | Classement général | Classement général | Classement général  |
|                    | Coureur               | Pays               | Équipe             | Temps               |
| ------------------ | --------------------- | ------------------ | ------------------ | ------------------- |
| 1er                | Cadel Evans           | AUS                | Silence-Lotto      | en 59 h 01 min 55 s |
| 2e                 | Fränk Schleck         | LUX                | Team CSC Saxo Bank | + 01 s              |
| 3e                 | Christian Vande Velde | USA                | Garmin Chipotle    | + 38 s              |
| 4e                 | Bernhard Kohl         | AUT                | Gerolsteiner       | + 46 s              |
| 5e                 | Denis Menchov         | RUS                | Rabobank           | + 57 s              |
| 6e                 | Carlos Sastre         | ESP                | Team CSC Saxo Bank | + 1 min 28 s        |
| 7e                 | Kim Kirchen           | LUX                | Team Columbia      | + 1 min 56 s        |
| 8e                 | Vladimir Efimkin      | RUS                | AG2R-La Mondiale   | + 2 min 32 s        |
| 9e                 | Mikel Astarloza       | ESP                | Euskaltel-Euskadi  | + 3 min 51 s        |
| 10e                | Vincenzo Nibali       | ITA                | Liquigas           | + 4 min 18 s        |
| modifier           |                       |                    |                    |                     |

## Classements annexes

### Classement par points
| Classement par points | Classement par points | Classement par points | Classement par points | Classement par points |
| --------------------- | --------------------- | --------------------- | --------------------- | --------------------- |
|                       | Coureur               | Pays                  | Équipe                | Point(s)              |
| 1er                   | Óscar Freire          | ESP                   | Rabobank              | 219 points            |
| 2e                    | Thor Hushovd          | NOR                   | Crédit agricole       | 172 pts               |
| 3e                    | Erik Zabel            | GER                   | Team Milram           | 167 pts               |
| modifier              |                       |                       |                       |                       |

### Classement de la montagne
| Classement du meilleur grimpeur | Classement du meilleur grimpeur | Classement du meilleur grimpeur | Classement du meilleur grimpeur | Classement du meilleur grimpeur |
| ------------------------------- | ------------------------------- | ------------------------------- | ------------------------------- | ------------------------------- |
|                                 | Coureur                         | Pays                            | Équipe                          | Point(s)                        |
| 1er                             | Sebastian Lang                  | GER                             | Gerolsteiner                    | 60 points                       |
| 2e                              | Bernhard Kohl                   | AUT                             | Gerolsteiner                    | 59 pts                          |
| 3e                              | Fränk Schleck                   | LUX                             | Team CSC Saxo Bank              | 46 pts                          |
| modifier                        |                                 |                                 |                                 |                                 |

### Classement du meilleur jeune
| Classement général du meilleur jeune | Classement général du meilleur jeune | Classement général du meilleur jeune | Classement général du meilleur jeune | Classement général du meilleur jeune |
|                                      | Coureur                              | Pays                                 | Équipe                               | Temps                                |
| ------------------------------------ | ------------------------------------ | ------------------------------------ | ------------------------------------ | ------------------------------------ |
| 1er                                  | Vincenzo Nibali                      | ITA                                  | Liquigas                             | en 59 h 06 min 13 s                  |
| 2e                                   | Maxime Monfort                       | BEL                                  | Cofidis                              | + 2 min 49 s                         |
| 3e                                   | Roman Kreuziger                      | CZE                                  | Liquigas                             | + 2 min 53 s                         |
| modifier                             |                                      |                                      |                                      |                                      |

### Classement par équipes
| Classement par équipes | Classement par équipes | Classement par équipes | Classement par équipes |
|                        | Équipe                 | Pays                   | Temps                  |
| ---------------------- | ---------------------- | ---------------------- | ---------------------- |
| 1re                    | Team CSC Saxo Bank     | Danemark               | en 176 h 57 min 55 s   |
| 2e                     | AG2R-La Mondiale       | France                 | + 4 min 49 s           |
| 3e                     | Gerolsteiner           | Allemagne              | + 15 min 23 s          |
| modifier               |                        |                        |                        |

### Combativité
Ivan Gutierrez (Caisse d'Épargne)

## Abandon
Nicolas Jalabert (Agritubel)